# 福澤心訓
「福澤心訓」（ふくざわしんくん）は、7か条からなる教訓。世間には福澤諭吉が著したものとして広まっているが、実際は作者不明の偽作（偽書）であり、福澤が創立した慶應義塾大学は、「（福澤）心訓は福澤（諭吉）先生の言葉ではない」、「真赤な偽作である」と明確に否定している。
「福沢心訓」、「福沢諭吉翁心訓」、「福沢心訓七則」、「諭吉心訓」、「心訓」、「七則」などとも呼ばれる。

## 概要

### 内容
「福澤心訓」の内容は以下の通り（清水 (2006)からの引用）。

心訓
一、世の中で一番楽しく立派な事は、一生涯を貫く仕事を持つという事です。
一、世の中で一番みじめな事は、人間として教養のない事です。
一、世の中で一番さびしい事は、する仕事のない事です。
一、世の中で一番みにくい事は、他人の生活をうらやむ事です。
一、世の中で一番尊い事は、人の為に奉仕して決して恩にきせない事です。
一、世の中で一番美しい事は、全ての物に愛情を持つ事です。
一、世の中で一番悲しい事は、うそをつく事です。

### 評価
昭和時代に慶應義塾大学職員を務める傍ら、福澤諭吉の事績を調査・研究して『福澤諭吉全集』を完成させた富田正文は、同全集第20巻（1963年初版刊行）の附録に以下の短文「福澤心訓七則は僞作である」を寄せており、それ以降、慶應義塾側は「福澤心訓」に否定的な見解を表明し続けている。

## 成立について
「福澤心訓」は作者不明の偽作であるため、いつ、誰が、何の目的で作成したのか不明であるが、富田正文は、「福澤心訓」は1955年（昭和30年）ころから広まり始めたと推察している。
また、1979年（昭和54年）には当時の慶應義塾大学広報部長が、「福澤心訓」は戦後に名古屋のとある会社が掲げていたのがその最初のようであると証言している。
小説家の清水義範は、自著『福沢諭吉は謎だらけ。心訓小説』に登場する文学探偵の推理として、「福澤心訓」は、福澤が子息らに示した「ひびのおしえ」にある「おさだめ」を参考にして作成されたのではないかとしている。それは、「おさだめ」の第1番「一、うそをつくべからず」と第7番「一、ひとのものをうらやむべからず」が、それぞれ「福澤心訓」の「一、世の中で一番悲しい事は、うそをつく事です」と「一、世の中で一番みにくい事は、他人の生活をうらやむ事です」に類似しているからである。
以下に参考のため、「おさだめ」を掲載する（福沢 (1980)収録の「ひゞのをしへ」からの引用）。

おさだめ
一、うそをつくべからず。
一、ものをひらふべからず。
一、父母（）にきかずしてものをもらふべからず。
一、ごうじやうをはるべからず。
一、兄弟けんくわかたくむよふ。
一、人のうはさかたく無用。
一、ひとのものをうらやむべからず。

清水はさらに、同著中の文学探偵に、いつごろ、誰が、何を目的として、「福澤心訓」を作成したのかを推測させている。

## 受容と広まり
慶應義塾側は、富田正文が偽作であると断じて以来、新聞や雑誌などのメディアにおいて「福澤心訓」が福澤諭吉の言葉として取り上げられるたび、それが偽作であることを知らせてきたとするが、現状は「福澤心訓」を福澤諭吉による真作であるとみなして肯定的に受容する向きが、関係者からの否定の声を大きく上回っていることを認めている。その上で、「福澤心訓」を書き記した紙を額入りに仕立てて販売している業者の存在が、世間への広まりを助長していることを指摘している。
ただし、1963年（昭和38年）に富田の論評が発表される前の1958年（昭和33年）、小泉信三元慶應義塾長が馴染みの銀座の料理屋へ自身の揮毫した「福澤心訓」を贈ったことがあり、かつては慶應義塾関係者の一部にも「福澤心訓」を肯定的にみていた様子があったことがうかがわれる。